# Walther Schröder
Walther Schröder (Lubecca, 26 novembre 1902 – Lubecca, 31 ottobre 1973) è stato un generale e poliziotto tedesco, membro del partito nazista, SS-Brigadeführer a capo delle SS e della polizia in Lettonia ed Estonia durante la seconda guerra mondiale.

## Biografia

### Primi anni
Schröder nacque a Lubecca e fino al 1919 frequentò la scuola, seguita da tre anni di formazione pratica in ingegneria meccanica. Dal 1922 studiò alla scuola tecnica statale di Amburgo. Nello stesso anno entrò a far parte del Freikorps Oberland, rimanendone membro fino al 1925. Nell'autunno del 1924 superò l'esame di stato. Fino al 1932 lavorò come progettista e ingegnere presso un cantiere navale ad Amburgo e in un'azienda di costruzione di macchinari a Lubecca.

### Carriera
Schröder si unì al partito nazista (nº di iscrizione 6288) e alle SA il 5 maggio 1925. Come membro anziano del partito, in seguito ricevette il Distintivo d'oro. Dal settembre 1927 al 1929 fu SA-Sturmführer del Gausturm Mecklenburg-Süd. Fu anche membro dell'organizzazione politica del Lübeck Ortsgruppe. Dal 1926 al 1928 fu il leader della propaganda e dal giugno 1928 al 1930 fu Ortsgruppenleiter a Lubecca. Nel 1930 lasciò la SA e lavorò nell'organizzazione politica come Bezirksleiter, Untergauleiter e Kreisleiter fino al 1934. Fece poi l'ispettore per il Gau Mecklenburg-Lübeck fino al 1º aprile 1937.
Alle elezioni statali di Lubecca del 1929 Schröder divenne uno dei sei membri del partito nazista della Lübeck Bürgerschaft e ne fece parte fino a quando non fu abolita nel 1933. Alle elezioni parlamentari del luglio 1932 fu eletto al Reichstag rimanendo in carica fino alle elezioni del marzo 1936. Con l'Atto della Grande Amburgo del 1937 Lubecca perse lo status di stato tedesco sovrano ed entrò nella provincia prussiana dello Schleswig-Holstein. Schröder fu di nuovo deputato del Reichstag dall'aprile 1938 fino alla caduta del regime nazista.
Poco dopo la presa del potere nazista, Schröder fu nominato presidente della polizia di Lubecca ad interim il 6 marzo 1933. Il 31 maggio divenne presidente permanente della polizia e senatore per gli affari interni dell'amministrazione statale di Lubecca dal Reichsstatthalter Friedrich Hildebrandt. L'8 settembre 1936 entrò a far parte del Nationalsozialistisches Kraftfahrkorps (NSKK) come NSSK-Standartenführer ad Amburgo, e il 20 gennaio 1938 fu promosso a NSKK-Oberführer. Il 20 aprile dello stesso anno lasciò l'NSKK e fu accettato nelle SS (membro nº 290797) come SS-Oberführer e distaccato presso l'ufficio principale del Sicherheitsdienst diretto da Reinhard Heydrich.

## Seconda guerra mondiale

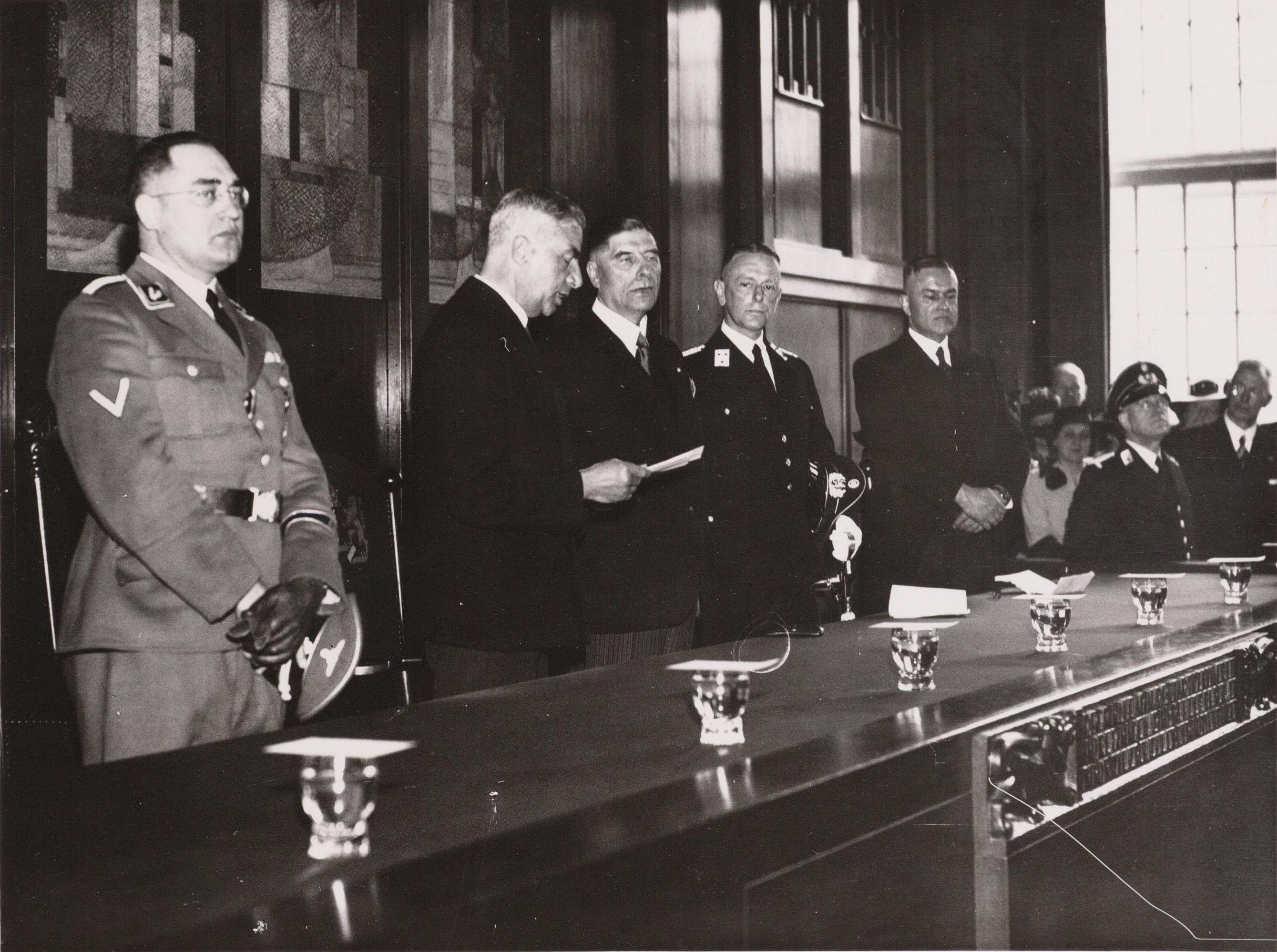
Schröder come capo delle forze di polizia tedesche nei Paesi Bassi, 7 maggio 1941.

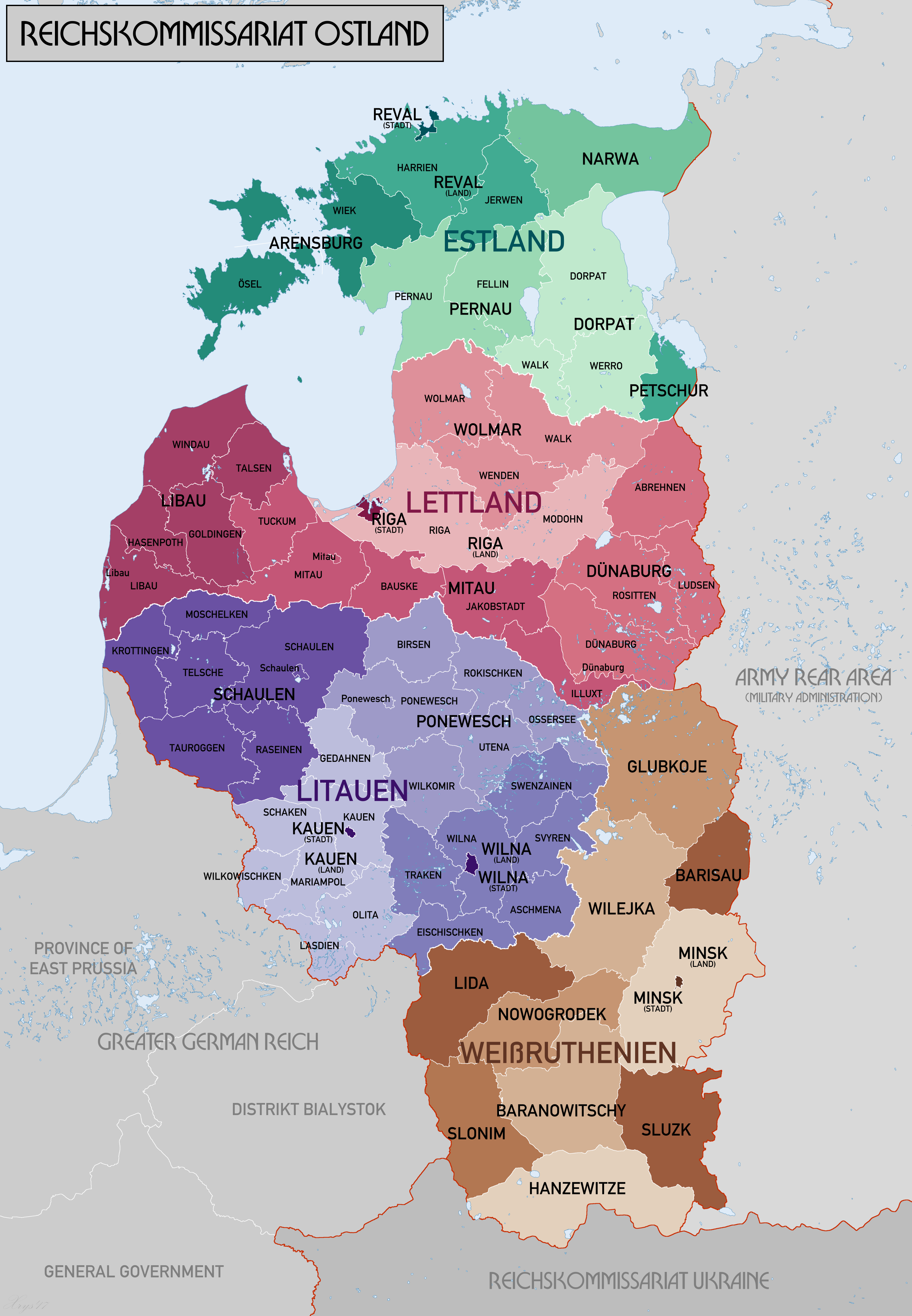
Reichskommissariat Ostland che mostra le giurisdizioni SSPF di Schröder di Lettland (1941-1944) ed Estland (1944).

Schröder fu inviato nei Paesi Bassi subito dopo lo sciopero generale del febbraio 1941 come capo delle forze di polizia tedesche, per reprimere lo sciopero e ristabilire l'ordine. Il 4 agosto 1941 fu nominato dal Reichsführer-SS Heinrich Himmler SS- und Polizeiführer (SSPF) "Lettland" nel Reichskommissariat Ostland con sede a Riga, unico detentore di questo incarico. Fu subordinato al Höhere SS- und Polizeiführer (HSSPF), SS-Gruppenführer Hans-Adolf Prützmann e al Generalkommissar della Lettonia, Otto-Heinrich Drechsler, che fu anche l'Oberbürgermeister di Lubecca. 
Schröder controllò le attività delle forze tedesche di SS, SD e Ordnungspolizei. Diresse le attività delle forze dell'ordine e delle forze di sicurezza lettoni, compresa la polizia ausiliaria lettone, che controllò in qualità di comandante della polizia dell'ordine. Queste forze furono coinvolte in numerose uccisioni di ebrei e lettoni, in particolare nei massacri di Liepāja e di Rumbula. Si stima che durante l'Olocausto siano stati assassinati oltre 80.000 lettoni.
Il 27 settembre 1941 Schröder fu promosso SS-Brigadefuhrer e Generalmajor della polizia. Dal gennaio 1943 fu coinvolto nelle trattative politiche per l'istituzione della Legione Lettone, una formazione militare composta in gran parte da volontari lettoni, che alla fine crebbe fino a inglobare la 15. Waffen-Grenadier-Division der SS e la 19. Waffen-Grenadier-Division der SS.
Il 1º aprile 1944 Schröder diventò anche secondo e ultimo "Estland" della SSPF, ma nell'autunno le forze dell'Armata Rossa stavano già invadendo le sue giurisdizioni: Tallinn fu occupata dalle forze sovietiche il 22 settembre, Riga cadde il 13 ottobre, e il 19 ottobre i suoi due comandi SSPF furono sciolti e Schröder fu trasferito a Lubecca dove ricoprì ancora la carica di presidente della polizia.

## Nel dopoguerra
Con la 11ª divisione corazzata britannica in avvicinamento a Lubecca, Schröder, insieme all'Oberbürgermeister Drescher, sconsigliò un'ulteriore resistenza e la città si arrese quasi senza combattere il 2 maggio 1945. Schröder fu arrestato il giorno successivo. Subì un procedimento di denazificazione a Bergedorf e fu condannato a due anni e nove mesi di carcere. Visse come pensionato e morì a Lubecca il 31 ottobre 1973.